# Jiang Chunyun
Jiang Chunyun (chinesisch 姜春云, Pinyin Jiāng Chūnyún; * April 1930 in Laixi, Shandong; † 28. August 2021 in Peking) war ein chinesischer Politiker der Kommunistischen Partei Chinas (KPCh), der unter anderem zwischen 1987 und 1989 Gouverneur von Shandong sowie ferner von 1992 bis 2002 Mitglied des Politbüros der Kommunistischen Partei Chinas war. Er war weiterhin von 1995 bis 1998 Vize-Ministerpräsident im Staatsrat der Volksrepublik China und zwischen 1998 und 2003 Vize-Vorsitzenden des Ständigen Ausschuss des Nationalen Volkskongresses.

## Leben

### ZK-Mitglied und Gouverneur von Shandong
Jiang Chunyun, der zum Han-Volk gehört, trat 1947 Mitglied der Kommunistischen Partei Chinas (KPCh) bei und war zwischen 1947 und 1949 Sekretär des Parteikomitees sowie Direktor des Allgemeinen Amtes des Parteikomitees von Laixi. Im Anschluss war er Mitarbeiter des Amtes für Produktion und Kooperation von Laiyang sowie daraufhin Mitarbeiter der Außenhandelsgesellschaft von Qingdao. 1957 wechselte er in das Parteikomitee der Provinz Shandong, in dem er zunächst bis 1960 Mitarbeiter der Abteilung für Öffentlichkeitsarbeit sowie danach zwischen 1960 und 1966 Direktor der Abteilung für Allgemeine Angelegenheiten war. Zugleich war er von 1960 bis 1966 auch Generalsekretär und stellvertretender Sekretär des Parteikomitees der Provinz Shandong. 1984 wurde Jiang Sekretär des Stadtparteikomitees von Jinan und verblieb in dieser Funktion bis 1987. Er absolvierte zudem von 1984 bis 1987 ein Studium an der Selbstlernuniversität für chinesische Sprache und Literatur. Danach war er von 1987 bis 1988 Stellvertretender Sekretär des Parteikomitees der Provinz Shandong. Auf dem XIII. Parteitag der KPCh (25. Oktober bis 2. November 1987) wurde er zudem Mitglied des Zentralkomitees (ZK) und gehörte diesem bis zum 14. November 2002 an.
Im Juni 1987 wurde Jiang als Nachfolger von Li Chang’an zunächst kommissarischer Gouverneur und am 6. Februar 1988 Gouverneur von Shandong. Er übte dieses Amt bis zum 5. März 1989 aus und wurde daraufhin von Zhao Zhihao abgelöst. Zugleich übernahm er 1988 als Nachfolger von Liang Buting den Posten als Sekretär des Parteikomitees der Provinz Shandong und bekleidete dieses bis zum 1. November 1994, woraufhin auch hier Zhao Zhihao seine Nachfolge antrat. 1988 wurde er des Weiteren Abgeordneter des Nationalen Volkskongresses und gehörte diesem bis 2003 an.

### Mitglied des Politbüros und Vize-Ministerpräsident
Auf dem XIV. Parteitag der KPCh (12. bis 19. Oktober 1992) wurde Jiang Chunyun zum Mitglied des Politbüros der Kommunistischen Partei Chinas gewählt. Er gehörte diesem nach seiner Wiederwahl auf dem XV. Parteitag der KPCh (12. bis 19. September 1997) bis zum 14. November 2002 an. Des Weiteren wurde er am 28. September 1994 auch Mitglied des Sekretariats des ZK der KPCh und gehörte diesem Gremium bis zum 19. September 1997 an.
1995 wurde Jiang Vize-Ministerpräsident im Staatsrat der Volksrepublik China und bekleidete diesen Posten bis 1998. Im Anschluss fungierte er zwischen 1998 und 2003 als einer der Vize-Vorsitzenden des Ständigen Ausschuss des Nationalen Volkskongresses. Des Weiteren lehrte er als Professor an der Shandong-Universität.